# Хаїль (місто)
Ха́їль — місто в Саудівській Аравії. Є адміністративним центром однойменного адміністративного округу. Населення — 310 897 чоловік (за оцінкою 2010 року). В Хаїлі є свій університет.

## Географія і клімат
Місто знаходиться в центральній частині адміністративного округу (провінції), в оазі посеред пустелі Неджд, на висоті 988 м над рівнем моря. Бурайда знаходиться на відстані 300 км на південний схід, Ер-Ріяд — 640 км на південний схід, Медіна — 400 км на південний захід.
Клімат вельми посушливий; влітку опадів не буває взагалі.
| Клімат                   | Клімат | Клімат | Клімат | Клімат | Клімат | Клімат | Клімат | Клімат | Клімат | Клімат | Клімат | Клімат | Клімат |
| Показник                 | Січ.   | Лют.   | Бер.   | Квіт.  | Трав.  | Черв.  | Лип.   | Серп.  | Вер.   | Жовт.  | Лист.  | Груд.  |        |
| Абсолютний максимум, °C  | 27     | 29     | 34     | 37     | 42     | 44     | 44     | 45     | 42     | 38     | 31     | 28     |        |
| Середній максимум, °C    | 15,9   | 19,0   | 23,2   | 27,9   | 33,2   | 37,3   | 37,7   | 38,0   | 36,3   | 31,5   | 23,3   | 17,2   |        |
| Середній мінімум, °C     | 3,0    | 4,6    | 8,4    | 12,7   | 18,0   | 21,1   | 22,5   | 22,0   | 16,0   | 12,0   | 10,0   | 5,0    |        |
| Абсолютний мінімум, °C   | −10    | −7     | −4     | 0      | 10     | 16     | 17     | 16     | 14     | 5      | 0      | −6     |        |
| Норма опадів, мм         | 20.8   | 19.1   | 21.4   | 27.6   | 15.5   | 0      | 0      | 0      | 5.4    | 12.9   | 50.6   | 12.3   |        |
| ------------------------ | ------ | ------ | ------ | ------ | ------ | ------ | ------ | ------ | ------ | ------ | ------ | ------ | ------ |
| Джерело: Weather Reports |        |        |        |        |        |        |        |        |        |        |        |        |        |

## Історія
Хаїль був центром володінь династії Аль-Алі з Джебель-Шаммару. В 1836 році влада над містом перейшла до роду ар-Рашид з того ж племені. Перший амір з династії ар-Рашид, Абдулла, добудував в місті палац, що нині є однією з місцевих визначних пам'яток — Барзан (загальна площа, займана палацовим комплексом — 300 000 м²).
На відміну від місцевих сунітів або, тим більше, ваххабітів, еміри Аль-Рашіди терпимо ставилися до представників інших конфесій, зокрема, до торговців, серед яких було чимало шиїтів.
До 1891 року Хаїль був столицею великої держави, яка займала собою значну частину Аравії.
Будівництво на початку XX століття (1908 рік) Хіджазької залізниці завдало шкоди економічному життю міста, через який проходили караванні шляхи верблюдів. В 1921 році саудівський король Абд аль-Азіз захопив Хаїль і скинув місцеву династію правителів.

## Населення
Населення міста швидко зростає: якщо в 1992 році тут проживало 176 757 чоловік, у 2004—267 005 чоловік, то в 2010—310 897 чоловік.

## Економіка
Основу місцевої економіки є оазове землеробство. Тут вирощують зернові, фініки та фрукти. До 60 % всієї пшениці Саудівської Аравії вирощується в районі Хаїль.

## Транспорт
Хаїль з'єднаний з великими містами країни, розташованими південніше, сучасної автотрасою. У місті є аеропорт.